# 红旗-26防空导弹
红旗-26防空导弹（HQ-26）是中华人民共和国正在研发的一种防空导弹武器，主要用于拦截弹道导弹。红旗-26防空导弹可能会装备于055型导弹驱逐舰和052D型导弹驱逐舰。
2022年末，媒體報導红旗-26在畢昇試驗艦上试射成功。

## 类似导弹
- RIM-161标准三型导弹